# Đại lượng vật lý
Đại lượng vật lý là các thể hiện về mặt định lượng bản chất vật lý có thể đo lường được của một vật thể hay hiện tượng tự nhiên, như khối lượng, trọng lượng, thể tích, vận tốc, lực, v.v. Khi đo đạc một đại lượng, giá trị đo được là một con số theo sau bởi một đơn vị đo (còn gọi là thứ nguyên của đại lượng đó).

## Ký hiệu đại lượng
Thông thường, các ký hiệu của các đại lượng vật lý học được chọn lựa từ các chữ cái đơn của Bảng chữ cái Latinh hay Bảng chữ cái Hy Lạp, và được in nghiêng. Cả chữ in hoa và in thường được sử dụng. Thỉnh thoảng, ta thấy sự xuất hiện của các ký tự in trên hay các ký tự in dưới. Nếu các ký tự in trên hay các ký tự in dưới này tự chúng đã là ký hiệu cho các đại lượng vật lý học, chúng sẽ được in nghiêng.
Ví dụ
- Ep là ký hiệu của thế năng
- cp là ký hiệu cho nhiệt dung ở áp suất không đổi (Lưu ý: p đại diện cho đại lượng vật lý áp suất)

## Biểu diễn giá trị đo được của một đại lượng
Lấy một thí dụ:
P = 42,3 x 103 W
trong đó
P là đại lượng vật lý công suất
42,3 x 103 là một giá trị số
W là đơn vị chuẩn của công suất trong hệ thống đo lường quốc tế SI

## Đại lượng cơ bản và đại lượng dẫn xuất
Trong vật lý học có rất nhiều đại lượng nên chúng cần được sắp xếp một cách hệ thống và hợp lý. Đa số các đại lượng lại có mối quan hệ mật thiết với nhau, chẳng hạn như vận tốc là tỉ số giữa quãng đường và thời gian. Do đó, chúng ta cần chọn một số đại lượng làm đại lượng cơ bản và các đại lượng khác được định nghĩa dựa trên các đại lượng cơ bản, nói cách khác chúng được dẫn xuất từ các đại lượng cơ bản, và được là các đại lượng dẫn xuất.
Đại lượng vật lý cơ bản: là các đại lượng tồn tại độc lập, đặc trưng cho các thuộc tính cơ bản nhất của sự vật, hiện tượng. Gồm có bảy loại: chiều dài, khối lượng, thời gian, nhiệt độ, cường độ dòng điện, cường độ sáng và lượng chất.
Đại lượng vật lý dẫn xuất: biểu diện các thuộc tính của sự vật, hiện tượng, chúng được định nghĩa từ các đại lượng cơ bản thông qua các phương trình vật lý.